# Холм Святой Женевьевы
Холм Святой Женевьевы (фр. Montagne Sainte-Geneviève) — один из семи холмов, на которых расположен Париж. Находится в южной части города, в V округе, на левом берегу Сены.
Поселения на холме существовали со времён античности.
До наших дней сохранились два памятника галло-римской архитектуры: арены Лютеции и термы Клюни.
В 451 году, когда жителям города грозило нашествие гуннов во главе с Аттилой, монахиня из Нантера по имени Женевьева сумела остановить начавшуюся панику, убедив горожан, что Париж находится под божественной защитой и останется невредим. Действительно, войско Аттилы повернуло в сторону Орлеана. Женевьева, провозглашённая покровительницей города, после смерти была причислена к лику святых.
Считается, что при жизни святая Женевьева любила приходить молиться в церковь, воздвигнутую на холме Хлодвигом I. В 512 году её останки были захоронены в этой церкви, которая стала впоследствии называться аббатством Святой Женевьевы. Аббатство было уничтожено в годы Великой французской революции, однако холм доныне носит имя святой.
В XII веке на холм Святой Женевьевы начинают переселяться жители с острова Сите; здесь строятся учебные заведения. Постепенно эта местность становится интеллектуальным центром Парижа.
В XVII веке на вершине холма возводится величественное сооружение — церковь в честь святой Женевьевы, которую Людовик XV воздвиг по обету, в благодарность за избавление от тяжёлой болезни. Однако во время революции было принято решение превратить церковь в усыпальницу великих людей Франции, и ныне она известна как Пантеон.
В наши дни холм Святой Женевьевы занимает большую часть так называемого Латинского квартала, где находится большое количество учебных заведений (в том числе Сорбонна, Коллеж де Франс, Высшая нормальная школа, Высшая школа промышленной физики и химии, лицеи Людовика Великого и Генриха IV). Кроме того, здесь располагается библиотека Святой Женевьевы.